# Varumärke

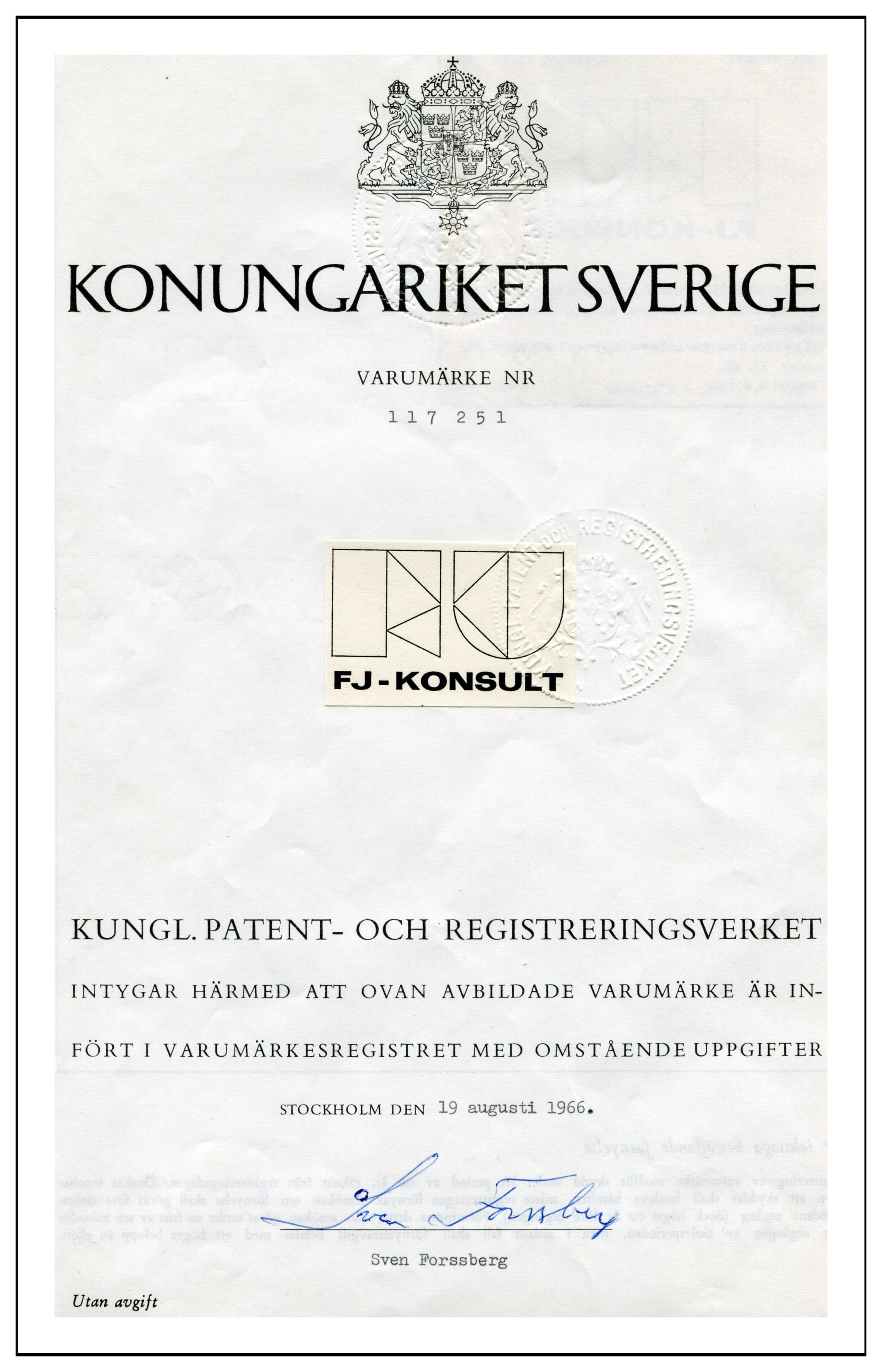
Exempel för en svensk varumärkesregistrering från 1966.

Ett varumärke är ett namn, en symbol eller ett tecken, som används för att identifiera produkter eller tjänster. Varumärken är en typ av immateriell tillgång. De är ofta skyddade genom ett varumärkesskydd eller helt enkelt genom att varumärket är känt av allmänheten. Varumärke har en grundläggande betydelse för individualisering av ett visst företags produkt och för dess marknadsföring. Märket blir härigenom bärare av produktens positiva intryck hos konsumenten.

## Beskrivning
Ett varumärke kan bestå av ett ord (även benämnt ordmärke), en logotyp (även benämnt figurmärke), eller ett koncept som är unikt, exempelvis ett ljudmärke. Varumärken som är väl igenkända kan ge stora konkurrensfördelar för innehavaren och kan även ge möjlighet till inkomster utanför den egna reguljära verksamheten, till exempel genom licensavtal som tillåter användningen av märket för andra företag än innehavaren.
I Sverige registreras varumärken hos Patent- och registreringsverket och får då ett skydd under en period av tio år. Därefter måste registreringen förnyas Varumärken med giltighet inom hela EU registreras hos EU:s varumärkesmyndighet, European Union Intellectual Property Office (EUIPO).
I rättslig mening behövs i Sverige ingen särskild markering för att påvisa att ett namn har status av varumärke. Utanför Sverige kan registrerade varumärken markeras genom att det åtföljs av symbolen ®, ett inringat R, för engelska Registered Trade Mark (registrerat varumärke). Oregistrerade varumärken kan markeras med ™, ett upphöjt TM, som är en förkortning för engelska Trade Mark, (varumärke). Beteckningen ™ används till exempel när registrering har sökts men ännu inte erhållits för ett varumärke, eller för att markera att något används som ett varumärke och att rättsliga åtgärder kan vidtas om någon anses använda märket på ett otillbörligt sätt.
Symbolen ® kan utan betänkligheter användas på varor i det land där varumärket registrerats, samt inom EU för det fall man skyddat varumärket i något medlemsland. Det anses innebära ett handelshinder och därmed strida mot artikel 30 i EEG-fördraget om man skulle behöva upprätta särskilda försäljningskanaler för olika länder inom EU; se till exempel EG-domstolens dom i mål C-238/89 Pall, Rec, 1990, punkt 13.

## Service mark
Symbolen SM, service mark, används i en del länder bland annat USA istället för beteckningen trademark, ™, efter namnet på en tjänst, service eller tjänsteföretag, då en tjänst inte definieras som en konkret produkt, och man ändå vill markera att man använder det som ett varumärke och kan tänka sig att vidta rättsliga åtgärder om man anser att någon annan använder märket på fel sätt.

## Brand
Brand används inom marknadsföring och ekonomi (särskilt på svenska i Finland) närmast synonymt med ordet varumärke. Då avses närmast de konnotationer som konsumenter och intressenter förknippar med varumärket, inte den juridiska betydelsen eller logotypen.

## Särskiljningsförmåga
Varumärkesrätten ger rättsligt skydd för "särskiljande" varumärken, det vill säga varumärken som gör att konsumenterna lätt kan associera dem med specifika varor eller tjänster. Ett starkt varumärke har en inneboende särskiljningsförmåga (kan identifiera och särskilja en källa till varor eller tjänster) och faller ofta inom kategorier som suggestiv, fantasifull eller godtycklig, och kan därför registreras. Svaga varumärken tenderar däremot att vara beskrivande eller generiska och kan inte registreras.

### Godtagbara varumärken
- Myntade: ord som endast har betydelse i samband med de varor eller tjänster som de betecknar.[8] Till exempel Exxon® för olja och Pepsi® för läskedrycker.
- Tankeväckande: ord som antyder en kvalitet hos en produkt eller tjänst men som inte anger den direkt.[9][10] Till exempel Coppertone® för solskyddsprodukter.
- Godtycklig: faktabaserade ord som inte är relaterade till de underliggande varorna eller tjänsterna.[11] Till exempel Apple® för datorer.

### Oacceptabla varumärken
- Beskrivande: ord som beskriver någon aspekt av varor eller tjänster utan att specificera eller betona källan till dessa varor eller tjänster. Beskrivande varumärken kan bli federalt registrerbara om de förvärvar särskiljningsförmåga till följd av långvarig användning i handeln.[12][13]
- Generiska: vanliga namn på varor eller tjänster som inte kan registreras som varumärken eftersom de inte anger en specifik källa. Generiska varumärken är inte föremål för federal registrering. Till exempel "Bicycle" för cyklar.

## Källhänvisningar